# Justicia imlayae
Justicia imlayae är en akantusväxtart som beskrevs av B. Hansen. Justicia imlayae ingår i släktet Justicia och familjen akantusväxter. Inga underarter finns listade i Catalogue of Life.